# Erythrina leptopoda
Erythrina leptopoda är en ärtväxtart som beskrevs av Ignatz Urban och Erik Leonard Ekman. Erythrina leptopoda ingår i släktet Erythrina och familjen ärtväxter. Inga underarter finns listade i Catalogue of Life.